# Keten van Mubarak
De Keten van Mubarak werd in 1974 ingesteld. Emir Sabah bin Salim al-Sabah heeft de orde in een graad ingesteld zodat Koeweit een passende onderscheiding voor staatshoofden en vorstelijke personen zou bezitten.
De keten bestaat uit twintig schakels in de vorm van wit geëmailleerde gouden sterren waarop "Al Sabah" geschreven staat en tien blauwe medaillons met de afbeelding van een dhow, een typisch Koeweits scheepstype. Op het kleinood dat aan de keten hangt is een valk met op de borst het wapen van Koeweit afgebeeld.
De ster is gelijk aan het kleinood maar wordt op de linkerborst gedragen.
De orde wordt ook aan vooraanstaande buitenlandse bezoekers verleend.
Zie ook de Lijst van ridderorden en onderscheidingen van maarschalk Tito.